# 煮物

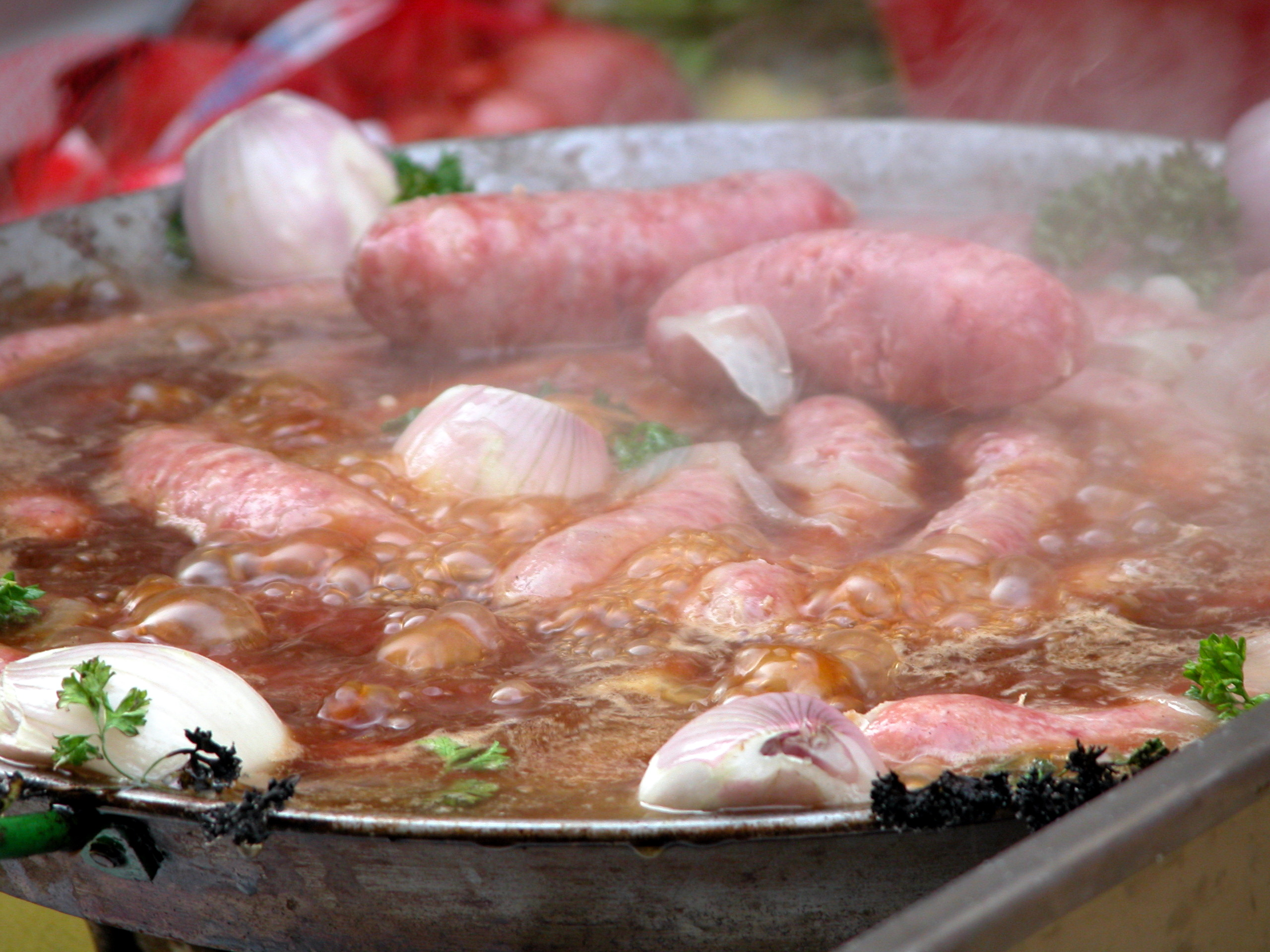
煮ている様子(des diots au vin blanc)

煮物（にもの）または煮物料理（にものりょうり）とは、煮て調理された料理。食材が柔らかくなるまで比較的長時間加熱を行なうものを特に煮込み（にこみ）という。
水（調味料を入れたり出汁を使用する場合も）に食材を入れて加熱する。加熱した食材だけでなく、加熱に利用した液体（つゆ、汁）も利用する場合がある。

## 調理法
水などの液体を加熱して沸騰させる事を煮るといい、この調理法で作った料理を煮物（他、鍋料理など）と呼ぶ。食材への更なる食味浸透を目的に、時間をかけて煮ることを煮込み（にこみ）と呼ぶ。蒸発を目的として煮る調理法を煮切り（にきり）と呼ぶ。
中国江西省の洞窟遺跡で世界最古と思われる2万年前の土器が見つかっており、北海道の大正遺跡群の調査によって土器が最初に料理に使われたのは1万4000年前であるとされている。オランダ・フローニンゲン大学のピーター・ジョーダン博士らの合同研究チームの研究によって、1万4000年前の土器から、サケ・マス類を煮炊きした痕跡が見つかっている。
煮物には様々な種類がある。一般的な日本料理の煮物は、だしに加え、醤油、日本酒、みりん、砂糖や味噌、塩、しょうが汁、油などを味付けとして使う。技法は素材の色や風味を生かすよう、だしや薄口醤油を使用した薄い煮汁で煮る方法（おでんや風呂吹き、煮びたし等）、砂糖や濃口醤油を使い、素材に濃い味が染み込むように加熱調理する方法（煮つけ、煮しめ、肉じゃが等）、その他の素材に応じて幅広い方法がある。多くの素材では、ずっと火にかけ通しても煮崩れるだけで、味はそれほど急に染み込むことは無く、いったん火からおろして冷める間に味がしみ込むので改めて火にかける、もつ煮の場合は煮崩れは少ないものの、味がしみにくいので弱火で長時間煮るなど、素材に合わせた火加減が重要で、あるいは野菜の煮物にみりんを使うと身が絞まり固くなりやすいので使用を避けるなど、調理の手法はさまざまで、単に作るだけならば簡単ではあるが、美味しくかつ見栄え良く作るのは難しい料理である。
「煮炊き」は、おかずを煮たり飯を炊いたりすること。煮て煮物と炊飯をして飯作る、炊事・料理を指す方言がある。焚く（火で加熱する）・炊く（炊飯など米類を食べられるように煮る）という言葉を、特に西日本で使用することがあり、煮ることを「焚く（たく）」、煮物のことを「たいたん（＝焚いた物）」ということがある。

## 煮かた一覧
煮物は最も一般的な料理であるため、煮る方法によって様々な呼び名がつけられている。
- 煮込み（にこみ）
  - 比較的大きく切った食材をたっぷりの煮汁で長時間煮た料理。
- 煮付け（につけ）
  - 最初から少量の汁で甘辛く、煮汁が少し残るまで濃く煮た料理。煮魚に多く用いる。煮しめより短時間。
- 含め煮（ふくめに）
  - 素材の色や味を生かし、中までしみこませるよう、ゆっくりと弱火で薄目の汁で煮る料理。
- 煮しめ（にしめ）
  - 野菜や乾物を、日持ちをよくするため、濃い味で汁がなくなるまで煮詰める料理。
- 旨煮
  - 煮しめて最後にみりんを加える。甘煮、艶煮、照り煮とも言う。
- 煮浸し（にびたし）
  - 薄味の汁でさっと煮て、そのまま煮汁の中で食材を冷まして、また器に盛り煮汁をかけて味をしみ込ませる料理。あくで煮汁の色が悪くなるのを防ぐ。
- 炊き合せ
  - 複数の食品を、それぞれ別の鍋で煮て、１つにした料理。日本料理の調理法。[5]それぞれの食材の持ち味を活かした方法で煮あげる。
- 煮切る
  - 和え物、酢の物など加熱しない料理の場合、みりん、酒などは、アルコール分をとばしてから加える。そのために鍋に入れて煮立てたり、急ぐときやかるく焦して香りを高くするときは鍋をかたむけ、火をいれたりする。
- 煮詰める
  - 煮汁の水分をとばしつつ味を凝縮させる。
- 煮転がす
  - 煮くずれしにくい食材を少量の煮汁で焦げ付かないように鍋をゆすりつつ煮詰める。
- 炒め煮
  - 材料を油で炒めて、煮出し汁と調味料を加えて煮ること。また、その料理。
- 直煮
  - 食材を下茹でせず、直接煮汁で煮ること。また、その料理。直炊き。
- 蒸し煮
  - 調理で、蒸してから煮ること。または、蓋をして蒸すように煮ること。じょうしゃ 。
- 下煮
  - 煮えにくい材料をあらかじめ煮ておくこと。
- 揚げ煮
  - 野菜や魚などを油で揚げてから煮る調理法。また、その料理。
- 白煮
  - 醤油を使わず、材料を白く煮上げること。また、その煮上げたもの。
- 下ろし煮。
  - サバ・カレイなどを薄味で煮て、仕上がりに下ろし大根を加えたもの。みぞれ煮。
- 時雨煮
  - ハマグリなどのむき身に、ショウガを加えて佃煮風に煮上げた料理。
- みそ煮
  - 味噌を入れて魚介類・肉・野菜を煮ること。また、その料理。味噌炊き。

## 用語
- 煮えばな
  - 煮汁が沸騰する直前をいう。味噌汁はこのときがいちばん味噌の香りがして美味であるといい、煮えばなをすくう。
- ひと煮立ち
  - 煮汁をいちど沸騰させてからほんのちょっとの間、煮る。

## 代表的な煮物

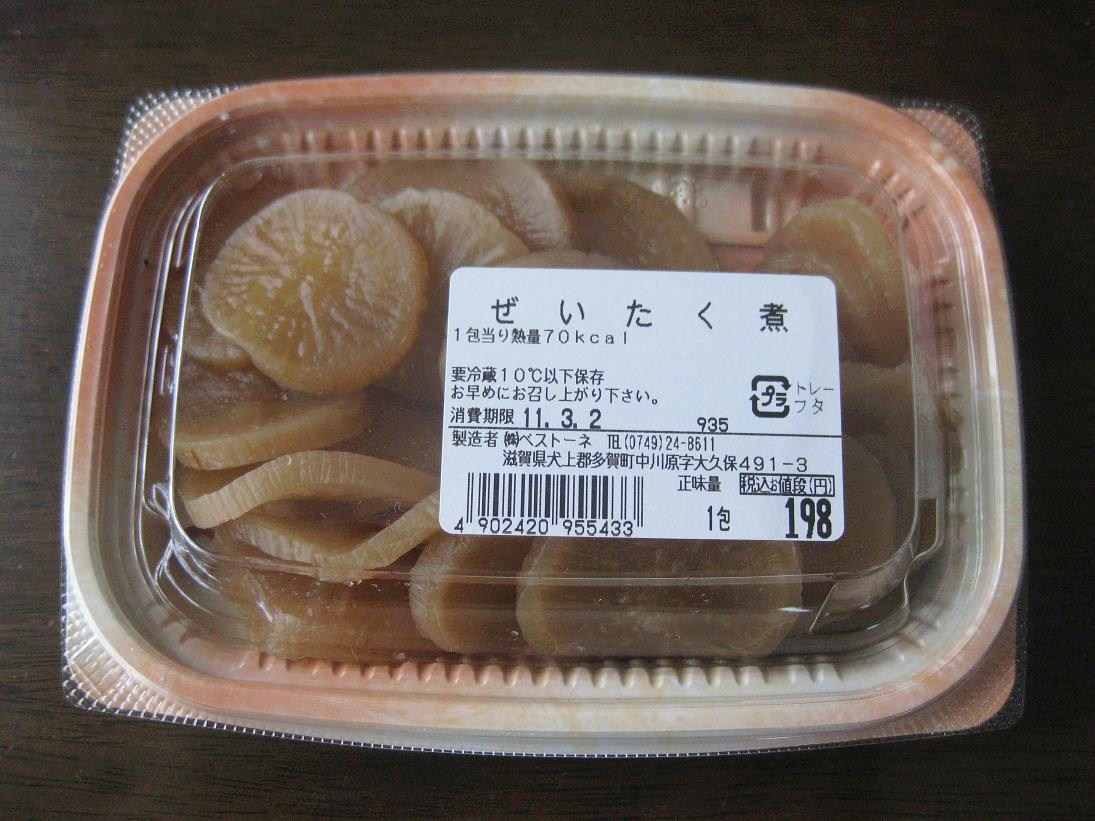
ぜいたく煮

- うま煮
- おでん
- カレー
- 昆布巻き
- シチュー
- ポトフ
- ボルシチ
- ロールキャベツ

魚類・海藻類
- 甘露煮
- サバの味噌煮
- 佃煮
- 煮魚
- 煮付け
- ぶり大根
- 棒鱈煮 - 山形県で見られる
- 大和煮

獣肉類
- 角煮
- 肉じゃが

野菜類
- 筑前煮
- 煮豆
- 風呂吹き

## 慣用句
- 煮て食おうと焼いて食おうと
- 煮ても焼いても食えない
- 煮るなり焼くなり
- 煮えきらない
- はらわたが煮えくりかえる
- 煮しめたような
- 煮え湯を飲まされる
- 業を煮やす
- 〜のごった煮

## 格言・ことわざ
- 豆の煮方で二度離婚
- 鱈は馬の鼻息でも煮える
- うどの煮えぶとり (たいして役に立たない物に限って量だけは多い。うどの大木と同義)
- 小豆は莫迦に煮させろ (気長にやったほうがよい事の喩え)
- 豆腐も煮れば締まる (頼りない者も苦労すればそれなりに根性が据わる)
- 狡兎死して走狗煮らる (かつて役に立った者も、用済みとなれば捨てられる)
- 琴を焚いて鶴を煮る (無風流、殺風景のたとえ)
- 豆を煮るに豆殻を以って炊く (兄弟が相争う比喩)「三国志」
- 大国を治むるは小鮮を烹(に)るが如し (小魚を煮るときかき廻しすぎたら崩れる。大国は干渉しすぎず鷹揚に治めよ)「老子」

## 食物以外での煮沸
- 紙 - 原料となる木材チップを煮て繊維（パルプ）を取り出す[6]。
- 絹 - 蚕の繭を煮て糸をほぐす[7]。
- 殺菌 - 沸騰した熱湯に10分間程度浸す（煮沸消毒）[8]。